# Lijst van Nederlandse deelnemers aan de Paralympische Winterspelen 1998
Deze lijst van Nederlandse deelnemers aan de Paralympische Winterspelen 1998 in Nagano. geeft een overzicht van de sporters die zich hebben gekwalificeerd voor de Spelen.
| Paralympiër          | Sport              | Onderdeel                                                                        | Ervaring   |
| -------------------- | ------------------ | -------------------------------------------------------------------------------- | ---------- |
| Kjeld Punt           | Alpineskiën        | Afdaling Klasse LW2 Reuzenslalom Klasse LW2 Slalom Klasse LW2 Super-G Klasse LW2 | 2de Spelen |
| Martijn Wijsman      | Alpineskiën        | Afdaling Klasse LW2 Reuzenslalom Klasse LW2 Slalom Klasse LW2 Super-G Klasse LW2 | 3de Spelen |
| Marjorie van de Bunt | Biatlon Langlaufen | 7.5 km Klasse LW2-4,6/8,9 5 km vrij Klasse LW2-9                                 | 2de Spelen |